# Cerová
Cerová je naseljeno mjesto u okrugu Senica, Trnavský kraj, Slovačka. Naselje je 15 km udaljeno od Senice, glavnog grada okruga.

## Stanovništvo
| Godina:     | 1993. | 2003.   | 2013.   | 2023.   |
| ----------- | ----- | ------- | ------- | ------- |
| Broj ljudi: | 1363  | 1293    | 1204    | 1092    |
| Razlika:    |       | -5,13 % | -6,88 % | -9,30 % |

| Godina:     | 2022. | 2023.   |
| ----------- | ----- | ------- |
| Broj ljudi: | 1098  | 1092    |
| Razlika:    |       | -0,54 % |

Prema popisu stanovništva iz 2023. godine naselje je imalo 1092 stanovnika.

## Vanjske poveznice
|  | Zajednički poslužitelj ima još gradiva o temi Cerová |

- Službena stranica (sl.)